# Рыбная мука

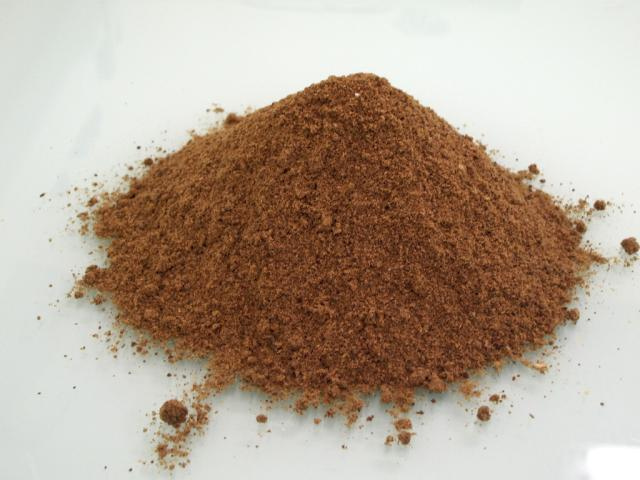
Рыбная мука

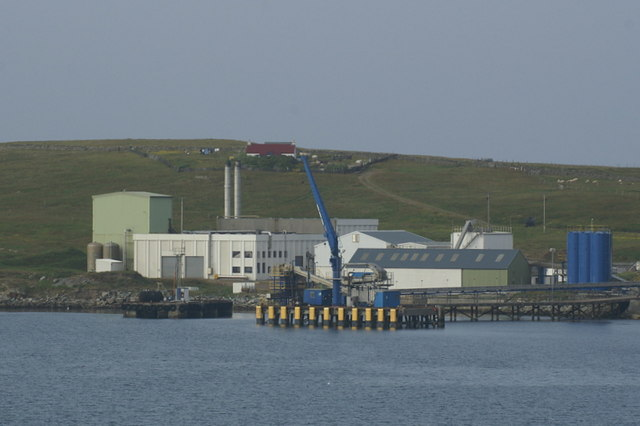
Фабрика по производству рыбной муки. Остров Брессей. Шотландия

Ры́бная мука́ — кормовой продукт, вырабатываемый сушкой и размолом отходов переработки рыбы, морских млекопитающих, ракообразных, а также из отходов, полученных при разделке и переработке морских продуктов.
Сырьём является цельная рыба, непригодная для переработки, и отходы, образующиеся в результате извлечения жира из некоторых рыб. В ходе дальнейшего производства к коагуляту жира-белка добавляется антиоксидант, защищающий жир от окисления, который используется в качестве компонента для производства корма для животных.

## Производство
В зависимости от содержания жира в сырье рыбную муку готовят разными способами. При содержании жира до 2 % высушивают и размалывают до состояния муки, до 5 % — подсушивают, экстрагируют, высушивают полностью и размалывают.
Если сырьё содержит более 5 % жира, рыбную муку готовят прессованием.
Мировое производство рыбной муки превышает 5 млн тонн в год. Крупнейшими мировыми производителями рыбной муки являются Перу, Чили, Таиланд.
Крупнейшим поставщиком этого продукта на мировой рынок является Перу, эта страна экспортирует свыше 1 млн тонн рыбной муки в год (перуанский анчоус занимает первое место по уловам на Земле) .

## Энергетическая ценность
Энергетическая ценность 1 кг рыбной муки колеблется в пределах 10—14 МДж обменной энергии. В 1 кг его содержится 535 г переваримого протеина, 67 — кальция, 57 г — фосфора. По аминокислотному составу рыбная мука уступает только кровяной муке. Её протеин богат лизином, метионином, цистином, содержит достаточное количество триптофана и других незаменимых аминокислот.

### Композиция
Жирная мука (цельная рыба) 12 % жира, 48 % белка, 29 % золы,
Постная мука (шрот (выжимки) рыбных отходов) 2 % жира, 53 % белка, 33 % золы.
Рыбная мука характеризуется высоким содержанием высококачественного белка животного происхождения, фосфата кальция.
Белок рыбной муки в большом количестве содержит незаменимые жирные кислоты: метионин, лизин, треонин и триптофан. В состав рыбной муки входит большое количество минеральных веществ в удобной для потребления животными форме, в том числе фосфор, кальций, железо, а также витамины, включая холин, биотин, цианокобаламин, витамин A и витамин D.

## Хранение и скармливание
Рыбная мука используется главным образом для производства корма для рыб, а также для свиней, птиц и других сельскохозяйственных животных.
Срок хранения стабилизированной антиокислителем рыбной муки — один год после изготовления. Её хранят в хорошо оборудованных сухих помещениях.
При высоком содержании жира в процессе хранения рыбная мука теряет качество из-за окисления жира, приобретая горьковатый вкус. Скармливание животным такой муки может вызвать у них заболевания органов пищеварения. Иногда рыбная мука производится из солёной рыбы. Свиньи и птицы особенно чувствительны к избытку в кормах поваренной соли. Поэтому её содержание нужно контролировать. В рыбной муке может быть не более 5 % поваренной соли.
Поскольку доброкачественная рыбная мука обладает высоким содержанием полноценного белка, кальция, фосфора и витаминов группы В, её используют преимущественно как белковую добавку в рационы свиней и птицы в количестве соответственно 3—5 % и 10—15 % энергетической питательности рационов.
Для того чтобы мясо от животных, которым скармливали рыбную муку, не имело нежелательного рыбного запаха и вкуса, её следует исключать из рационов свиней после достижения ими массы 50—60 кг, молодняка мясных пород птицы — за 10—12 дней до забоя, а в случае необходимости заменить мясной, кровяной или мясокостной мукой.